# Diocesi di Lwena
La diocesi di Lwena (in latino Dioecesis Lvenana) è una sede della Chiesa cattolica in Angola suffraganea dell'arcidiocesi di Saurimo. Nel 2023 contava 138.000 battezzati su 571.000 abitanti. È retta dal vescovo Martín Lasarte Topolansky, S.D.B.

## Territorio
La diocesi comprende la provincia di Moxico in Angola.
Sede vescovile è la città di Luena, dove si trova la cattedrale di Nostra Signora Assunta.
Il territorio è suddiviso in 23 parrocchie.

## Storia
La diocesi di Luso fu eretta il 1º luglio 1963 con la bolla Venerabilis Frater di papa Paolo VI, ricavandone il territorio dalla diocesi di Silva Porto (oggi diocesi di Kwito-Bié). Originariamente era suffraganea dell'arcidiocesi di Luanda.
Il 3 febbraio 1977 è entrata a far parte della provincia ecclesiastica dell'arcidiocesi di Huambo.
Il 16 maggio 1979 ha assunto il nome attuale in forza del decreto Cum Excellentissimus della Congregazione per l'evangelizzazione dei popoli.
Il 12 aprile 2011 è entrata a far parte della provincia ecclesiastica dell'arcidiocesi di Saurimo.

## Cronotassi dei vescovi
Si omettono i periodi di sede vacante non superiori ai 2 anni o non storicamente accertati.
- Francisco Esteves Dias, O.S.B. † (1º luglio 1963 - 13 aprile 1976 dimesso)
- José Próspero da Ascensão Puaty † (3 febbraio 1977 - 7 giugno 2000 dimesso)
- Gabriel Mbilingi, C.S.Sp. (7 giugno 2000 - 11 dicembre 2006 nominato arcivescovo coadiutore di Lubango)
- Jesús Tirso Blanco, S.D.B. † (26 novembre 2007 - 22 febbraio 2022 deceduto)
- Martín Lasarte Topolansky, S.D.B., dal 1º luglio 2023

## Statistiche
La diocesi nel 2023 su una popolazione di 571.000 persone contava 138.000 battezzati, corrispondenti al 24,2% del totale.
| anno | popolazione | popolazione | popolazione | presbiteri | presbiteri | presbiteri | presbiteri                | diaconi | religiosi | religiosi | parrocchie |
| anno | battezzati  | totale      | %           | numero     | secolari   | regolari   | battezzati per presbitero | diaconi | uomini    | donne     | parrocchie |
| ---- | ----------- | ----------- | ----------- | ---------- | ---------- | ---------- | ------------------------- | ------- | --------- | --------- | ---------- |
| 1969 | 22.347      | 176.654     | 12,7        | 31         | 1          | 30         | 720                       |         | 35        | 17        | 11         |
| 1980 | 39.661      | 251.635     | 15,8        | 4          |            | 4          | 9.915                     |         | 4         | 4         | 12         |
| 1990 | 48.969      | 260.000     | 18,8        | 7          |            | 7          | 6.995                     |         | 8         | 6         | 12         |
| 1999 | 55.285      | 322.909     | 17,1        | 11         | 6          | 5          | 5.025                     |         | 8         | 8         | 12         |
| 2000 | 56.019      | 322.909     | 17,3        | 11         | 6          | 5          | 5.092                     |         | 6         | 9         | 12         |
| 2001 | 56.894      | 323.784     | 17,6        | 10         | 4          | 6          | 5.689                     |         | 11        | 9         | 12         |
| 2002 | 56.894      | 323.784     | 17,6        | 10         | 5          | 5          | 5.689                     |         | 10        | 16        | 12         |
| 2003 | 58.900      | 333.000     | 17,7        | 11         | 4          | 7          | 5.354                     |         | 8         | 16        | 10         |
| 2004 | 58.900      | 333.000     | 17,7        | 9          | 2          | 7          | 6.544                     |         | 7         | 18        | 13         |
| 2013 | 75.200      | 429.000     | 17,5        | 27         | 11         | 16         | 2.785                     |         | 18        | 46        | 16         |
| 2016 | 81.560      | 465.000     | 17,5        | 32         | 15         | 17         | 2.548                     |         | 24        | 49        | 20         |
| 2019 | 122.350     | 507.000     | 24,1        | 35         | 20         | 15         | 3.495                     |         | 23        | 49        | 20         |
| 2021 | 130.000     | 539.200     | 24,1        | 37         | 23         | 14         | 3.513                     |         | 21        | 56        | 23         |
| 2023 | 138.000     | 571.000     | 24,2        | 38         | 24         | 14         | 3.631                     |         | 24        | 51        | 23         |